# NGC 1026
NGC 1026 est une galaxie lenticulaire située dans la constellation de la Baleine. NGC 1026 a été découverte par l'astronome allemand Albert Marth en 1864.

## Caractéristiques
Sa vitesse par rapport au fond diffus cosmologique est de 3 948 ± 27 km/s, ce qui correspond à une distance de Hubble de 58,2 ± 4,1 Mpc (∼190 millions d'al).
À ce jour, une mesure non basée sur le décalage vers le rouge (redshift) donne une distance d'environ 65,900 Mpc (∼215 millions d'al). Cette valeur est tout juste à l'extérieur des valeurs de la distance de Hubble. Notons cependant que c'est avec la valeur moyenne des mesures indépendantes, lorsqu'elles existent, que la base de données NASA/IPAC calcule le diamètre d'une galaxie et qu'en conséquence le diamètre de NGC 1026 pourrait être d'environ 35,4 kpc (∼115 000 al) si on utilisait la distance de Hubble pour le calculer.